# Hrianykiwka
Hrianykiwka (ukr. Гряниківка) – wieś na Ukrainie, w obwodzie charkowskim, w rejonie kupiańskim. W 2001 liczyła 607 mieszkańców, spośród których 561 posługiwało się językiem ukraińskim, 45 rosyjskim, a 1 węgierskim.